# Галактион Вологодский
Галактион Вологодский (1535, Москва — 1612, Вологда) — преподобный Русской церкви. Ряд историков утверждают, что он был сыном Ивана Фёдоровича Бельского.

## Биография
По утверждению жития его, «рождение имея в царствующем граде Москве», был сыном «князя Иоанна Иоанновича Бельского», которого Иван Грозный «повеле предати смертной казни». Эту генеалогию принимают некоторые биографы Галактиона (A. H. Муравьев и составитель новейшего жития его в русском переводе Четьих-Миней); большинство же, как граф М. В. Толстой, И. П. Верюжский, Степановский, считают его сыном князя Ивана Фёдоровича Бельского, низвергнутого Шуйскими в 1542 году (той же версии придерживается «ЭСБЕ»), хотя составитель нового жития Галактиона в русских Четьих-Минеях считает этого князя дедом Преподобного. В. О. Ключевский называет его отца просто князем Иваном Бельским. Но еще в конце XVII века в Вологде не решились высказать определенного взгляда на происхождение Галактиона, и архиепископ Вологодский Гавриил доносил патриарху Адриану о Галактионе и другом Вологодском угоднике Герасиме, что «какова чина в мире быша и како пожиша и в коя лета, известия совершенного несть». Е. Е. Голубинский прямо называет Галактиона «загадочного происхождения подвижником и затворником Вологодским». Не вполне установлено и мирское имя Галактиона: обыкновенно называют его Гавриилом, но есть некоторое основание называть его и Георгием.
По житию, в 1542 году, во время гонения на князей Бельских, «сродницы и добродеи» скрыли Гавриила, «седмилетна суща», в городе Старице. Из Старицы Гавриил «втай» ушел в Вологду и поступил в ученики к «усмарю» (кожевнику, сапожнику). Возмужав, он «поя себе жену от простых людей»; от этого брака у него родилось «детище — женский пол». Овдовев и «вскормив» дочь, Гавриил предался аскетическим подвигам.
Он выпросил себе «у градских людей» небольшое место «близ посаду на Содиме реце» и поселился там в «келейце мале». Он принял монашество с именем Галактиона, по имеющему основание в рукописных источниках мнению О. Верюжского, в Ростовском Борисоглебском монастыре и был учеником знаменитого Ростовского затворника Преподобного Иринарха, которому Галактион подражал в подвигах. О. Верюжский признает также «несомненным то, что Галактион имел иерейский сан». Галактион отличался строгим воздержанием, угнетал себя лишениями и трудами, носил власяницу и вериги. Вскоре он совсем затворился в келье и даже «приковася чепию железною» к матице потолка.
Уважение вологжан к Галактиону было очень велико. Во время междуцарствия Галактион призывал жителей Вологды к покаянию и убеждал их построить при его келье церковь Знамения Богородицы; но постройке церкви помешал богатый посадский человек Нечай Щелкунов.

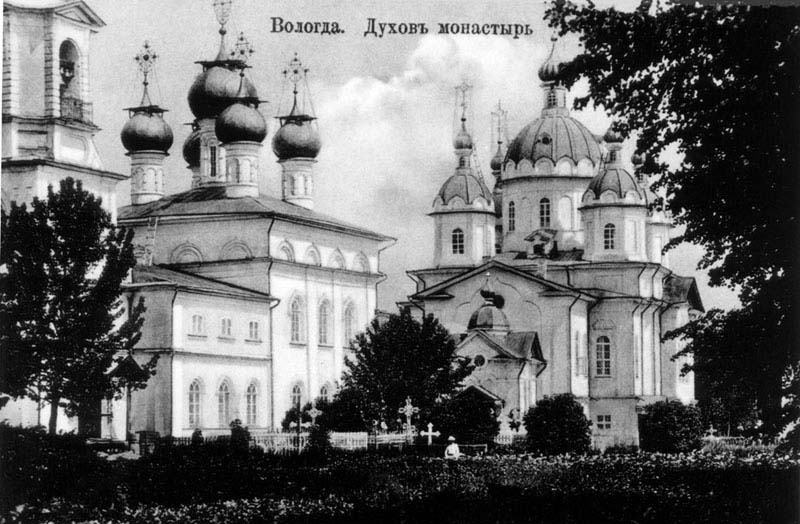
Свято-Духов монастырь

22 сентября 1612 года литовцы, напавшие на Вологду, нашли Галактиона в его затворе; они били его «нещадно», «мечи сечаху» и в конце концов «древом удариша его по главе и оставиша его еле жива суща». От этих истязаний Галактион скончался 24 сентября 1612 года и был погребен при его келье.
«Пустынька на речке Содемке» сделалась предметом почитания вологжан. Сначала здесь была построена церковь Знамения, а в 1654 году, на средства, пожертвованные царём Алексеем Михайловичем, церковь Святого Духа и основан мужской Свято-Духов монастырь.
В XVII веке не один раз возбуждался вопрос об освидетельствовании мощей Галактиона и о причтении его к лику святых. Последний раз об этом хлопотали вологжане при архиепископе Гаврииле, который «обрете» гроб Галактиона в земле «цел и тлением не объят», но не было найдено достоверных сведений о жизни затворника, а «неколикая чудеса» его оказались «правде по приличности мало сходными», так что «достоверитися совершенно» было «нечим, яко обретошася прочии святии чудостворцы». «Сего ради мерность наша», — писал архиепископу Гавриилу патриарх Адриан в 1691 году, — таковая смотревше, из земли мощей их (Галактиона и еще других Вологодских угодников, Герасима и Игнатия) изимати не повелеваем, такожде и прославляти в церкви, яко совершенных мнимых чудотворцев, пением и почитанием и на иконах изображении возбраняем, зане в незнании почитати не подобает, и, святи ли они, подлинно неизвестно". Несмотря на это, в 1717 году в честь Преподобного Галактиона была составлена особая служба.

В конце XIX он уже почитался как святой, без формальной канонизации, а в Знаменской церкви Вологодского Духова монастыря был устроен придел во имя его. Мощи Преподобного Галактиона были упокоены в нижнем этаже Знаменской церкви Духова монастыря, где и был устроен престол во имя его, под спудом; над могилой устроена медная посеребренная рака с изображением Галактиона на верхней доске. У раки были размещены его тяжелые вериги и железные параманд, шапка и цепь. На параманде высечены слова: «раб Божий Гавриил во имя Отца и Сына и Святаго Духа обещался есми терпети до конца».